# Michel Hazanavicius
Michel Hazanavicius (n. 29 martie 1967, Paris, Région parisienne, Franța) este un producător, regizor de film și scenarist din Franța, care a primit Premiul Oscar pentru cel mai bun regizor pentru Artistul.
Michel Hazanavicius s-a născut în 1967 la Paris într-o familie de evrei cu rădăcini în Lituania și Polonia. Bunicii săi din partea tatălui s-au stabilit în Franța în anii 1920.
Înainte de a fi regizor de filme artistice, Hazanavicius a fost regizor de reclame de televiziune, între altele, pentru compania Reebok. A lucrat la începutul carierei la canalul de televiziune Canal+.
Hazanavicius a întreținut o relație conjugală cu regizoarea Virginia Levison, cu care are doi copii. În prezent el este căsătorit cu actrița Berenice Bejo.
Fratele său mai mare este regizorul Serge Hazanavicius.

## Legături externe
- Michel Hazanavicius la Internet Movie Database